# Washington Square Park
Washington Square Park – park miejski w Nowym Jorku, na Manhattanie, w Greenwich Village, otwarty w 1871 r. Zajmuje powierzchnię 39 500 m².
Jest czynny przez cały rok. W związku z sąsiedztwem z Uniwersytetem Nowojorskim i usytuowaniem w Greenwich Village, okolice parku są zamieszkiwane przez intelektualistów i artystów. Park jest znany z zamontowanych w nim publicznych szachownic, zachęcających do grania w szachy na świeżym powietrzu.
Na północ od parku zbudowano w XIX w. domy dla bogatych rodzin. W jednym z nich mieszkał później malarz Edward Hopper. W jednym z domów toczy się akcja dwukrotnie sfilmowanej powieści Henry Jamesa Washington Square.

## Link zewnętrzny
- Strona zarządu parków